# NGC 1326B
NGC 1326B (другие обозначения — ESO 357-29, MCG -6-8-14, AM 0323-363, FCC 39, PGC 12788) — спиральная галактика с перемычкой (SBd) в созвездии Печь.
Этот объект не входит в число перечисленных в оригинальной редакции «Нового общего каталога» и был добавлен позднее.
Галактика входит в Скопление Печи.
Галактика NGC 1326B входит в состав группы галактик NGC 1386. Помимо NGC 1326B в группу также входят NGC 1375, NGC 1386, NGC 1389, NGC 1396, ESO 358-59, ESO 358-60 и PGC 13449.